# イトーヨーカ堂
株式会社イトーヨーカ堂（イトーヨーカどう、英: Ito-Yokado Co., Ltd.）は、東京都品川区に本社を、千代田区に登記上の本店を置く、総合スーパー「イトーヨーカドー」を運営する日本の企業である。総合流通グループであるセブン&アイ・ホールディングスの孫会社であり、同グループのスーパーマーケット事業を束ねる中間持株会社であるヨーク・ホールディングスの子会社。2020年には創業100周年を迎えた。

## 概要

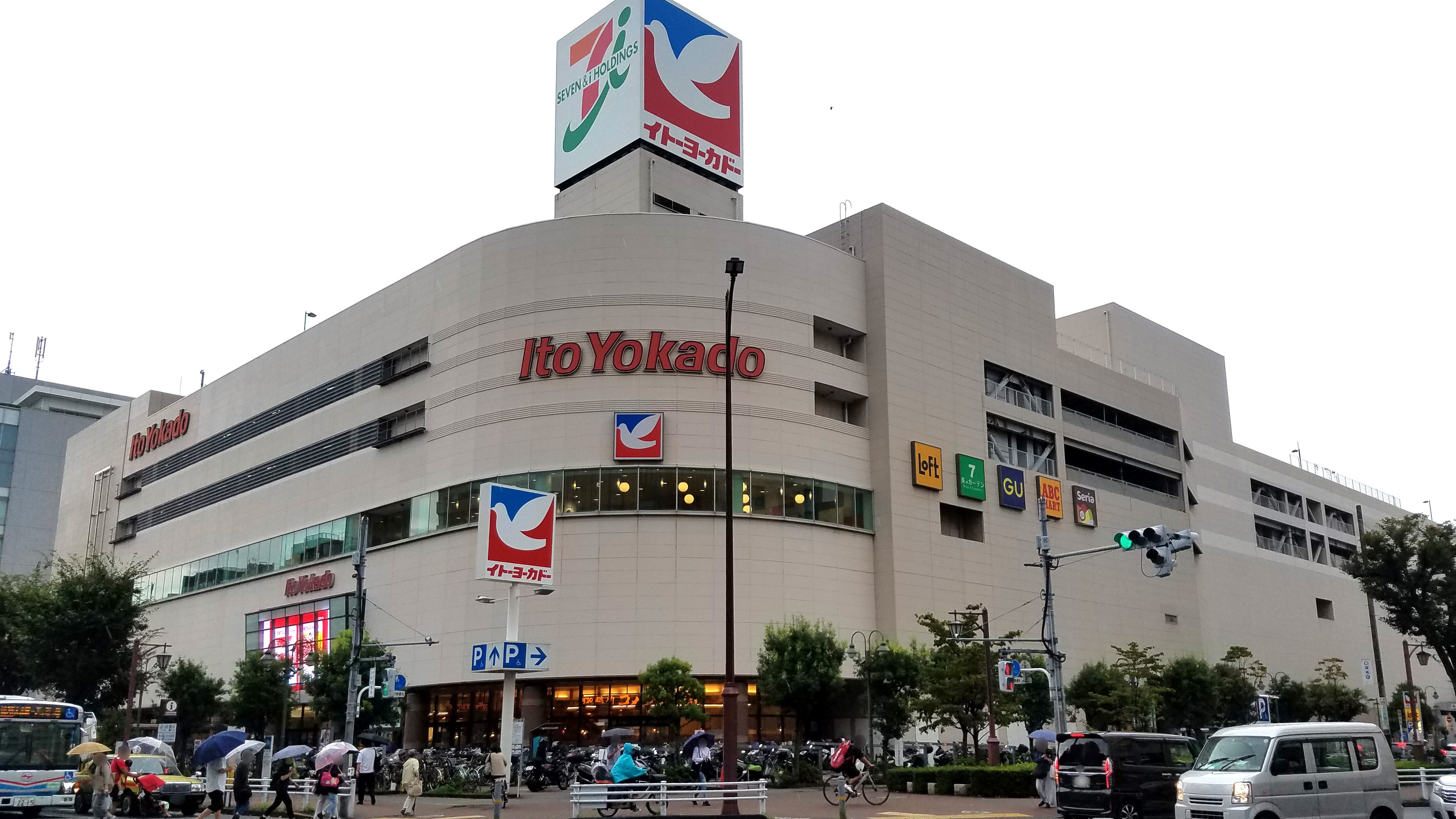
店舗の一例（大森店（東京都大田区）。現本社は当店より約200mの至近距離に所在する）。

### 表記・呼称
社名は「イトーヨーカ堂」であるが、店名は「イトーヨーカドー」と表記し、英称では「Ito Yokado」と表記している。社名の頭文字を取って「IY」（アイワイ）と略称する。

### 出店地域
2025年7月31日現在、関東地方を中心に、11都府県に出店している。出店場所はレールサイド戦略を採用しており、首都圏の近郊から郊外の駅前や駅付近に立地する店舗が多い。出店方針としては、同グループ内のセブン-イレブンと同様にドミナント戦略を採っており、店舗の半数以上が首都圏1都3県に集中する。
かつては首都圏だけでなく山形県を除く東日本全体に幅広く存在していたが、2016年以降は業績不振などを理由とした大量閉店により相次いで撤退（#各地からの撤退を参照）。2026年までに大都市圏に特化した展開に集約し、33店舗を閉鎖させる予定であるほか、祖業のアパレル事業などからの撤退、2024年1月から45歳以上の正社員対象早期退職勧奨制度の希望者募集などのリストラ策を進めている。
西日本の店舗は歴史的に少なく、北陸3県（富山県・石川県・福井県）と三重県、滋賀県、和歌山県、山陰地方、山口県、四国地方、九州・沖縄地方には店舗の出店経験がない。全国展開を優先するイオンやかつてのダイエー（現在はイオン傘下で、南関東と近畿2府4県のみの展開）とは対照的である。近畿2府4県のうち、京都府と奈良県には店舗が存在したが撤退し、2024年現在では大阪府と兵庫県のみとなっている（さらに、兵庫県でも神戸市や北播磨・丹波・但馬地区には出店経験がない）。中国地方でも、岡山県と広島県には計3店舗が存在したが、それまで最西端の店舗であった福山店（広島県福山市、ポートプラザ日化内）がイズミに営業譲渡され2019年2月11日に閉店、同年6月29日に「ゆめタウン福山」としてオープンした。それ以降は加古川店（兵庫県加古川市、アリオ加古川内）が最西端店舗となった。なお、イズミは福山店譲受の際にセブン&アイとの間で業務提携を結んでおり、西日本を中心に店舗展開するイズミ（兵庫県丹波市が最東端）とは相互に店舗網を補完する関係となっている。

### 出店形態
基本的には総合スーパー (GMS) であり、ショッピングセンターと呼べる規模の大型店舗も多数あるが、小型店舗は食料品と日用品のみを取り扱う。セブン&アイのプライベートブランド「セブンプレミアム」の商品を同グループ内のコンビニエンスストア「セブン-イレブン」と共通で取り扱う。
例外的な形態として、新百合ヶ丘エルミロードのテナントである新百合ヶ丘店は、衣料品および住関連商品をイトーヨーカドーが取扱い、食料品は小田急商事が運営するスーパー「Odakyu OX」が取り扱う。また、2021年に閉店した田無店（再開発ビル「アスタビル」内の小規模店舗）では食料品売場を置かず衣料品のみを取り扱っていた。
一部の展開地域は他社との合弁で出店する事もある。宮城県の石巻あけぼの店はグループ会社のサンエーと共同で出店。新潟県では株式会社丸大と業務提携し、同社が運営する「イトーヨーカドー丸大」店舗を展開している。長野県ではかつて中信・南信地方の店舗においてアルピコグループの食品スーパー「デリシア」との共同出店なども展開していた。
2005年にはショッピングセンター（SC）開発会社「株式会社モール・エスシー開発」を三井物産と共同出資で設立し、それまではあまり注力していなかった大規模ショッピングモール事業の本格展開を開始し「アリオ (Ario) 」として各地で開業、原則として核テナントとしてイトーヨーカドーが入居する。「アリオ」の店舗面積はおおむね20,000 - 40,000平米、専門店テナントは100店前後で、各地域の商業活動の核となっている。「モール・エスシー開発」はのちにイトーヨーカ堂の完全子会社化を経て、2016年11月30日付でセブン&アイ・クリエイトリンクに商号変更の上、セブン&アイの直系へ移行した。2014年以降はアリオを冠さないショッピングセンターも出店しており、例として武蔵小杉は「グランツリー」、赤池は「プライムツリー」を名乗っている。
2000年代中盤から2020年までは、1960年代から1980年代に開業した古い店舗の業態転換や、ショッピングセンターへの転換と外部テナントの増加により、食品主体の小型店「イトーヨーカドー食品館」とディスカウントストア「ザ・プライス」も運営していたが、これらの店舗は2020年6月1日付で関連会社のヨーク（旧：ヨークマート）へ譲渡され、店名もそれぞれ「ヨークフーズ」と「ヨークプライス」に改称された。

## 歴史

### 創業
イトーヨーカ堂の起源は、名誉会長の伊藤雅俊の叔父である吉川敏雄（母親・伊藤ゆきの弟）が、東京市浅草区（現：東京都台東区浅草）に「羊華堂洋品店」を1920年（大正9年）に開業したことに遡る。 
名称は吉川が羊年生まれであることと、当時銀座で繁盛していた「日華堂」の「華」の字から命名した。この羊華堂は後に繁盛したため、吉川と14歳の差がある伊藤譲が手伝い始め、浅草・千住・荻窪に3店舗あるうちの浅草の一店をのれん分けする。 
譲の弟・伊藤雅俊は進学や就職、陸軍学校への入学などを経て、ゆきと共に足立区千住で羊華堂の事業を再開する。1946年（昭和21年）には雅俊も職場を退社し、この羊華堂を手伝うことになる。 

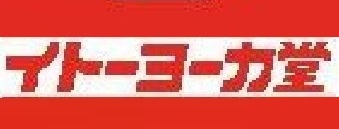
初代ロゴ

1948年（昭和23年）、譲が「合資会社 羊華堂」を設立して法人化。1956年（昭和31年）には気管支喘息の持病を患っていた社長の譲が死去し、雅俊が経営を引き継ぐ。
1958年（昭和33年）に株式会社へ改組し「株式会社ヨーカ堂」へ移行。
1965年（昭和40年）6月に株式会社伊藤ヨーカ堂へ商号変更。同年9月1日に店舗名も「イトー・ヨーカ堂」へ変更した。

### 新法人移行後
1971年（昭和46年）3月1日、株式の額面変更のため「川越倉庫株式会社」（1913年（大正2年）設立）から改称した「株式会社イトーヨーカ堂」が「株式会社伊藤ヨーカ堂」を吸収合併。ハトの図柄のコーポレートアイデンティティ (CI) は1972年（昭和47年）4月に採用した。(同月開業した(初代)春日部店から採用)なお、当時のハトマークを使用した「ヨーカ堂」と称する衣料品店も同じ商圏にて昭和末期過ぎまで存在した（分家とも言われる）。
1970年代からは提携路線の強化に伴い、札幌市の山の手ストアー（現・北雄ラッキー）と札幌松坂屋・栃木市のアサヒ商事・長岡市の丸大・平塚市のダイクマと相次いで業務提携を行ったが、それら企業に対して「（イトーヨーカ堂が）キバを剥いた」という世評があったという。
この法人（旧法人）による事業が長く続いた後、旧法人と持株会社の資本関係適正化のため（詳細はセブン&アイ・ホールディングスを参照）、旧法人が会社分割（新設分割）を行い2006年（平成18年）3月1日に当社が設立、旧法人のほぼすべての事業を承継した。
2005年（平成17年）9月1日にセブン-イレブン・ジャパンおよびデニーズジャパンと共同で「セブン&アイ・ホールディングス」を設立し、持株会社傘下でそれぞれ対等な子会社となった。これによってセブン-イレブンからの配当収益が受けられなくなり、単独での収益改善を迫られることとなる。当時の最高経営責任者である鈴木敏文は、「この経営統合はイトーヨーカ堂の改革のためだ」と持株会社発足時の会見で述べている。
2005年をもって屋上広告塔や看板、チラシなどのハトマークがセブン&アイのロゴに置き換えられたが、2010年代後半に入ってからはチラシ右下のロゴ部分がセブン&アイのロゴからハトマークに再び置き換わっている。さらに2017年（平成29年）になると東京都大田区の大森店を皮切りに、店舗（屋上広告塔や看板）のメンテナンス時などにハトマークを再使用する動きが見られるようになった。

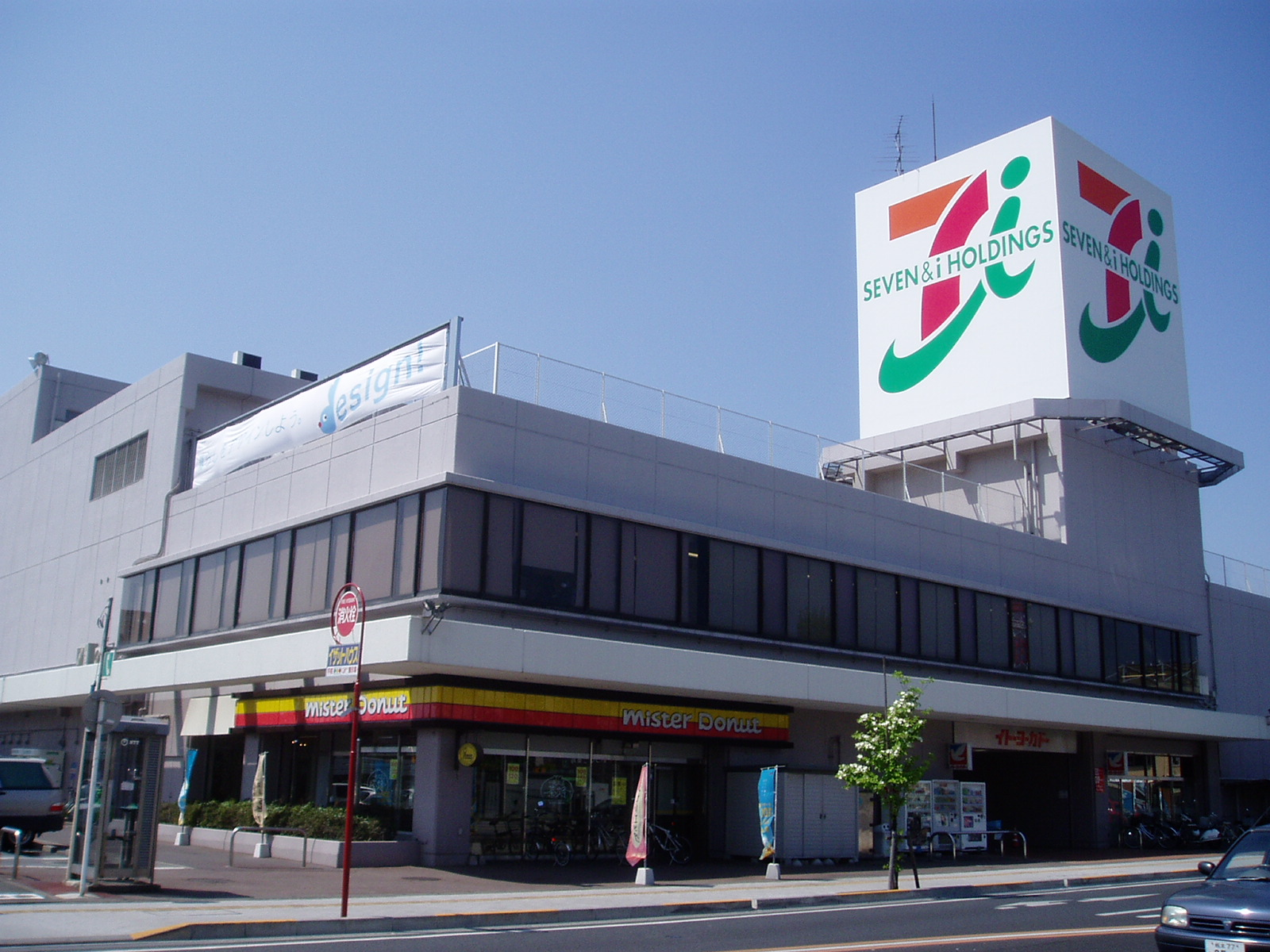
セブン&アイのロゴのみを掲げる店舗の例（足利店〈栃木県足利市〉、2006年5月撮影、2021年現在は閉店） ※「店舗ギャラリー」も参照
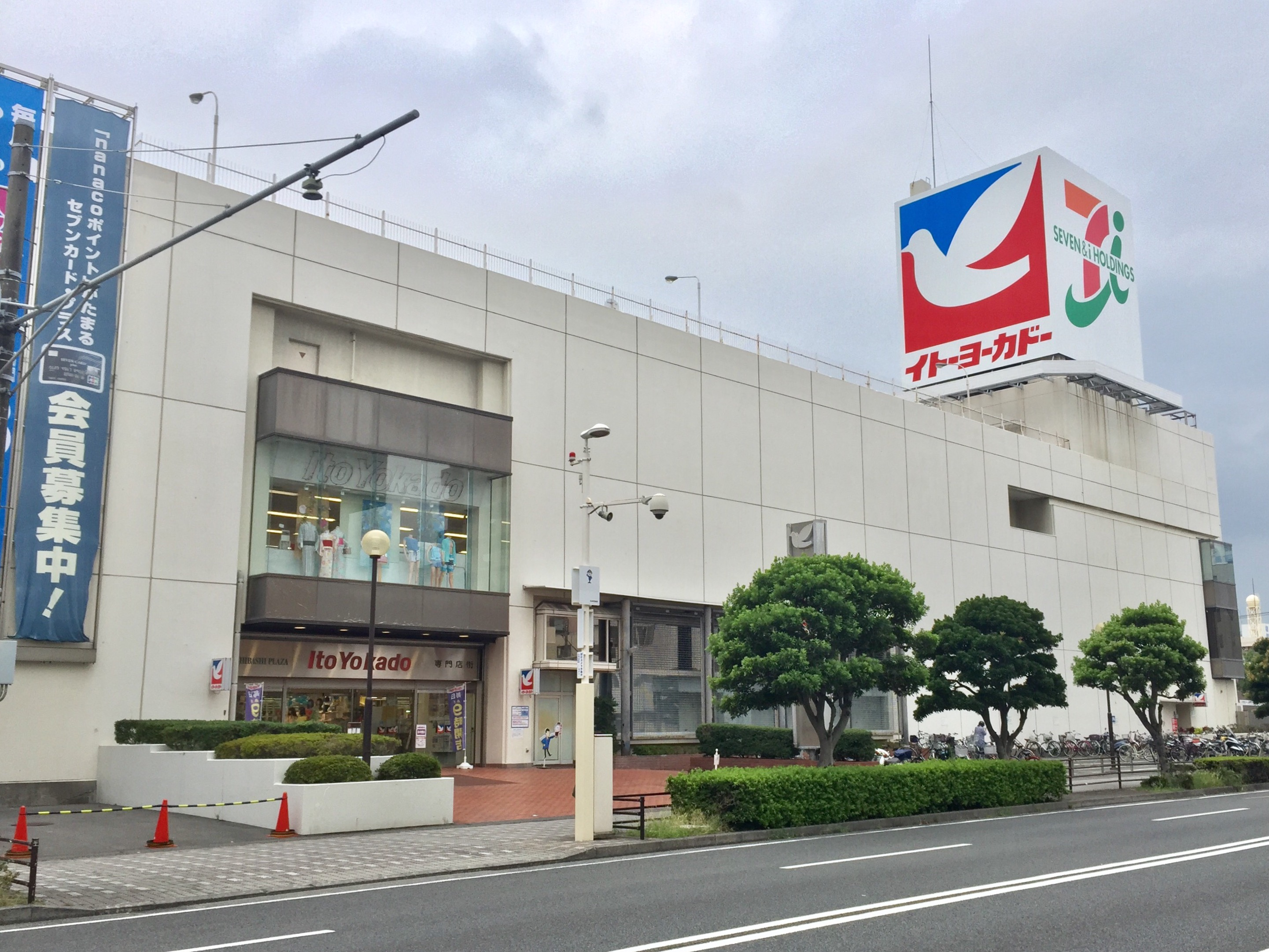
ハトマークが復活した店舗の例（沼津店〈静岡県沼津市〉、2017年8月撮影、2021年8月22日閉店）

### 各地からの撤退
2024年2月9日、北海道・東北・信越エリアの一部店舗の事業承継に関する契約を締結した。同日の発表で北海道の6店舗、東北地方の太平洋側各県（青森県、岩手県、宮城県、福島県）の8店舗、信越地方の3店舗について閉店が発表され、北海道・東北・信越からの撤退が決まった。一部の店舗はグループ会社のヨークベニマルやダイイチ、およびOICグループへと承継される。
北海道はかつて首都圏以外で唯一10店舗以上を展開していたこともあったが、当時営業していた6店舗の閉店を発表。北海道は屯田店、琴似店をロピアを展開するOICグループへ譲渡することになり、福住店も同年4月に譲渡が決まった。アリオ札幌の食品売場と閉店が決まっていた帯広店は、同じセブン&アイグループのダイイチへ。北見店は事業譲渡先が決まらず、閉店となったが、後にMEGAドン・キホーテの出店が決まった。
東北地方は郡山店と石巻あけぼの店をグループ会社のヨークベニマルへ継承。青森店、弘前店、花巻店はOICグループに譲渡される事になり、撤退発表時点で閉店が決まっていた五所川原店についても後継テナントとしてロピアが出店した。八戸沼館店についてはイオングループのイオン東北が取得し、「イオンスタイル八戸沼館」として2025年4月25日に開業した。福島店は事業譲渡先が決まらず閉店となったが、ヨークベニマルが条件が合うなら出店を検討している事を発表している。
信越地方は丸大新潟店およびアリオ上田店はOICグループへの事業承継されるが、南松本店は事業譲渡先が決まらず閉店する。新潟県は直営店舗は2019年の直江津店をもってすべて閉店、イトーヨーカ堂子会社の株式会社丸大が運営する店舗のみ残存してきたが、こちらも2010年代に相次いで閉店しイトーヨーカドー丸大新潟店を残すのみとなっていた。
関東地方はイトーヨーカドーの本拠地であったが、北関東においては2021年2月に群馬県から撤退、茨城県についても竜ヶ崎店が2025年2月24日に閉店し撤退、残るのは栃木県の宇都宮店のみとなっている。また、首都圏においても相次いで店舗が閉鎖しており、減少が続いている。

### 沿革
- 1920年（大正9年） - 「羊華堂洋品店」が東京府東京市浅草区（現：東京都台東区浅草）に開業する。
- 1958年（昭和33年）4月 - 株式会社に改組し、株式会社ヨーカ堂を設立する。
- 1965年（昭和40年）
  - 6月 - 商号を株式会社伊藤ヨーカ堂に変更する。
  - 9月1日 - 店舗名を「イトー・ヨーカ堂」へ変更[10]
- 1970年（昭和45年）10月 - 株式額面変更の準備として川越倉庫株式会社の商号を（旧）株式会社イトーヨーカ堂に変更する。社名は現在のものと同一であるが、この法人自体は2006年（平成18年）3月1日に被合併会社として消滅している。
- 1971年（昭和46年）3月 - 株式会社イトーヨーカ堂が株式会社伊藤ヨーカ堂を合併して、株式額面変更完了。
- 1972年（昭和47年）9月1日 - 東京証券取引所市場第2部に上場する[1]。
- 1973年（昭和48年）7月 - 東京証券取引所市場第1部に指定替えを受ける。
- 1977年（昭和52年） - 新潟県の百貨店、丸大と業務提携を開始する。
- 1986年（昭和61年） - 近畿地方に進出し、堺店を出店する。
- 1987年（昭和62年）7月2日 - かじ町プラザの中核店舗として浜松駅前店オープン。
- 1988年（昭和63年） - 業務提携中の丸大と共同で新潟県長岡市にイトーヨーカドー丸大の1号店を開業する。
- 1991年（平成3年） - イトーヨーカ堂とセブン-イレブン・ジャパンが共同でIYグループホールディングス（現：セブン&アイHD）を設立する[35]。
- 1997年（平成9年）11月21日 - 中国四川省に成都伊藤洋華堂有限公司の第1号店として「成都イトーヨーカドー店」を開業[36]。
- 2000年（平成12年）11月30日 - 浜松プラザ内に浜松宮竹店が開業。
- 2001年（平成13年）3月1日 - ネットスーパー「アイワイネット」を開設[37]。
- 2005年（平成17年）9月1日 - IYグループHDの後継組織としてイトーヨーカ堂・セブン-イレブン・ジャパン・デニーズジャパンの3社の株式移転により持株会社のセブン&アイ・ホールディングスを設立する。これに伴いイトーヨーカ堂は8月26日に上場を廃止し、新持株会社の100%子会社となる。
- 2006年（平成18年）
  - 3月1日 - グループ再編手続きでイトーヨーカ堂に交付されたセブン&アイ株をセブン&アイに移転させるため、従来のイトーヨーカ堂をセブン&アイに吸収合併した。これに先立ち、同日に事業会社たる新会社の「株式会社イトーヨーカ堂」を会社分割により設立。
  - 6月1日 - これまで神奈川県厚木市内の生鮮センターで扱っていた神奈川県・静岡県全店舗と八王子市内店舗における生鮮・青果部門の輸送を分割し、横浜市中央卸売市場南部市場（現：横浜南部市場）内に「横浜青果センター」を開設。
- 2007年（平成19年）
  - 1月14日 - 浜松駅前店閉店
  - 6月 - 東京都・埼玉県内店舗における生鮮・青果部門の輸送を分割し、大田市場内に「大田青果センター」を開設。
  - 9月 - 総合スーパーが運営するネット通販では最大規模となる、約10万点の商品を取り扱うショッピングサイトを開始。注文した商品については、全国のセブン-イレブンで送料・手数料無料で受け取りが可能である。なお、同サイトは2010年（平成22年）12月8日に「セブンネットショッピング」へ統合される。
- 2008年（平成20年）2月 - 業務提携中の丸大を完全子会社とする。
  - nanacoを各店舗に導入開始。
- 2010年（平成22年）
  - 8月18日 - 2005年に輸入した中国産冷凍ウナギ蒲焼の食品衛生法違反事件で、神奈川県警察本部が社員数名を逮捕[38]。
  - 10月1日 - 阿佐ケ谷駅前に小型スーパーマーケット1号店を開店。2010年（平成22年）度中に駅ビルや居抜き出店で東京23区内に約10店舗を開店させる予定と発表[39]。
- 2011年（平成23年）12月16日 - 「エスパ松本」が「アリオ松本」に改装変更[40]。
- 2012年（平成24年）3月1日 - エスパ昭島・我孫子・川崎の3店舗がイトーヨーカドーに転換[41][42]。これによりエスパは消滅し、旧我孫子店は我孫子南口店と改名。
- 2015年（平成27年）
  - 1月18日 - 浜松宮竹店が閉店。
  - 10月8日 - 事業構造改革の一環として、本部従業員の3割削減、および収益改善の見込めない店舗について今後5年間に40店舗を閉鎖、加えて人員の適正化を実施することを発表[43]。
  - 11月1日 - セブン&アイグループの総合ショッピングサイト「オムニ7」のグランドオープンに伴い、「セブンネットショッピング」から一部カテゴリ（ファッション、コスメ&ビューティー、ホーム&キッチン、ホビー&ヘルシーライフ、食品・飲料・酒、お取り寄せ・ギフト）が分離され、新たに「イトーヨーカドー ネット通販」としてオープン。
- 2016年（平成28年）
  - 3月8日 - 前年10月発表の事業構造改革に伴う店舗閉鎖について、うち20店舗を2017年（平成29年）2月期までに閉鎖することを追加発表[44]。
  - 4月10日 - イトーヨーカドー1号店であったザ・プライス千住店を閉店。同店を皮切りに、店舗の大量閉店が開始される。
- 2017年（平成29年）
  - 4月 - 大森店を皮切りに、店舗改修の際に屋上広告塔の二面のロゴをハトマークに変える作業を開始する。
  - 7月1日 - 内閣府より、災害対策基本法第2条第5号に基づく指定公共機関に認定[45]。
- 2018年（平成30年）
  - 4月5日 - イズミとの間で、福山店の営業譲渡を含む業務提携に関して合意[46]。
- 2019年（平成31年/令和元年）
  - 2月11日 - 福山店が閉店し、中国地方以西から完全撤退[6]。
  - 5月12日 - イトーヨーカ堂運営の直江津店が閉店し、直営店舗としては新潟県から完全に撤退する[47][注釈 5]。
- 2020年 （令和2年）
  - 4月30日 - 南大沢店（東京都八王子市）で、オイシックス・ラ・大地株式会社の子会社であるとくし丸（徳島市）と提携した移動販売サービスを開始。[48]
  - 6月1日 - 食品館イトーヨーカドーおよびザ・プライスの店舗を株式会社ヨーク（同日に「ヨークマート」から社名変更）へと譲渡。店舗名はそれぞれ「ヨークフーズ」と「ヨークプライス」に変更[49]。
- 2021年（令和3年）
  - 2月21日 - 伊勢崎店が閉店し、群馬県から完全撤退[50]。
  - 6月8日 - 移動スーパーとくし丸の運用台数が50台を突破。
- 2023年（令和5年）
  - 2月27日 - 移動スーパーとくし丸の運用台数が100台を突破。[51]とくし丸を運用するスーパーマーケットで最高台数となる。
  - 3月9日 - 同年2月末時点の126店舗体制から、2026年2月末までに93店舗へ縮小し、祖業のアパレル事業からも撤退すると発表[52][53]。ただし撤退するのは外部から仕入れるアパレル事業のみで、自社開発プライベートブランドなどの肌着の取り扱いは継続する[54]。
  - 9月1日 - 株式会社ヨークと経営統合し、これまでヨークが運営していた「ヨークフーズ」、「ヨークプライス」、「ヨークマート」、「コンフォートマーケット」の店舗を継承。なお、それぞれの屋号やヨークのシステムは維持する[55]。
- 2024年（令和6年）
  - 2月9日 - 2024年から2025年にかけて北海道、東北、中部の9店舗を閉店し、うち7店舗をロピアの親会社OICグループに譲渡することを発表した[56]。
  - 2月15日 - アダストリアとの協業によるファッションブランド「FOUND GOOD（ファウンド グッド）」発表。イトーヨーカドー店舗は順次直営による衣料品販売から撤退し、FOUND GOODへと置換する方針となる[57]。
  - 5月6日 - 本社機能を東京都品川区南大井（大森店そば）に移転[58]（登記上の本社所在地は変更せず）。
  - 5月26日 - 郡山店が閉店し、福島県から完全撤退[59]。
  - 9月29日 - 弘前店が閉店し、青森県から完全撤退[60]。
  - 11月27日 - ONIGOとの間で資本業務提携を締結[61]。
- 2025年（令和7年）
  - 1月5日 - 石巻あけぼの店が閉店し、宮城県から完全撤退[62]。
  - 1月13日 - アリオ札幌店が閉店し、北海道から完全撤退[63]。
  - 1月19日 - アリオ上田店が閉店し、長野県から完全撤退[64]。
  - 1月26日 - 花巻店・丸大新潟店が閉店し、岩手県・新潟県から完全撤退[65][66]。
  - 2月24日 - 竜ヶ崎店が閉店し、茨城県から完全撤退[31]。この日をもって、一連の店舗閉鎖を完了[31]。
  - 2月28日 - 株式交換により、ヨーク・ホールディングスが子会社化[67]。

## 日本国外への展開
1997年11月、GMS形態による小売店の海外進出を目的に中国華孚貿易発展集団公司との合弁会社を設立、実店舗として成都伊藤洋華堂春煕店を開設した。次いで、北京市にも進出し、2015年（平成27年）10月の時点で中華人民共和国北京市で1社5店舗を、四川省成都市に1社6店舗を展開するに至った。
海外の店舗では「ハトのCI」および「伊藤洋華堂」「Ito Yokado」の看板を掲げており、日本国内の店舗で2005年以降に設置している「7&i」のロゴは使用していない。
2005年の中国における反日活動においては他の日系企業、小売店と同様に物的被害を受けたものの、商圏で暮らす人民からは「腐った商品が陳列されていない」という好意的な評価を得ていたという。1店舗当たりの年間売り上げは約80億円と国内店舗に肩を並べている。
国内では自然災害時の対応が早かったことが評価された。成都市の店舗は2008年の四川大地震の翌日に休業することなく店を開けており、食料品や生活用品など物資の供給を維持したことで成都市政府から表彰を受けるに至った。
なお、海外進出2号店にあたる双楠店は日本国内の店舗を含めて売上げ第1位を誇っているという。

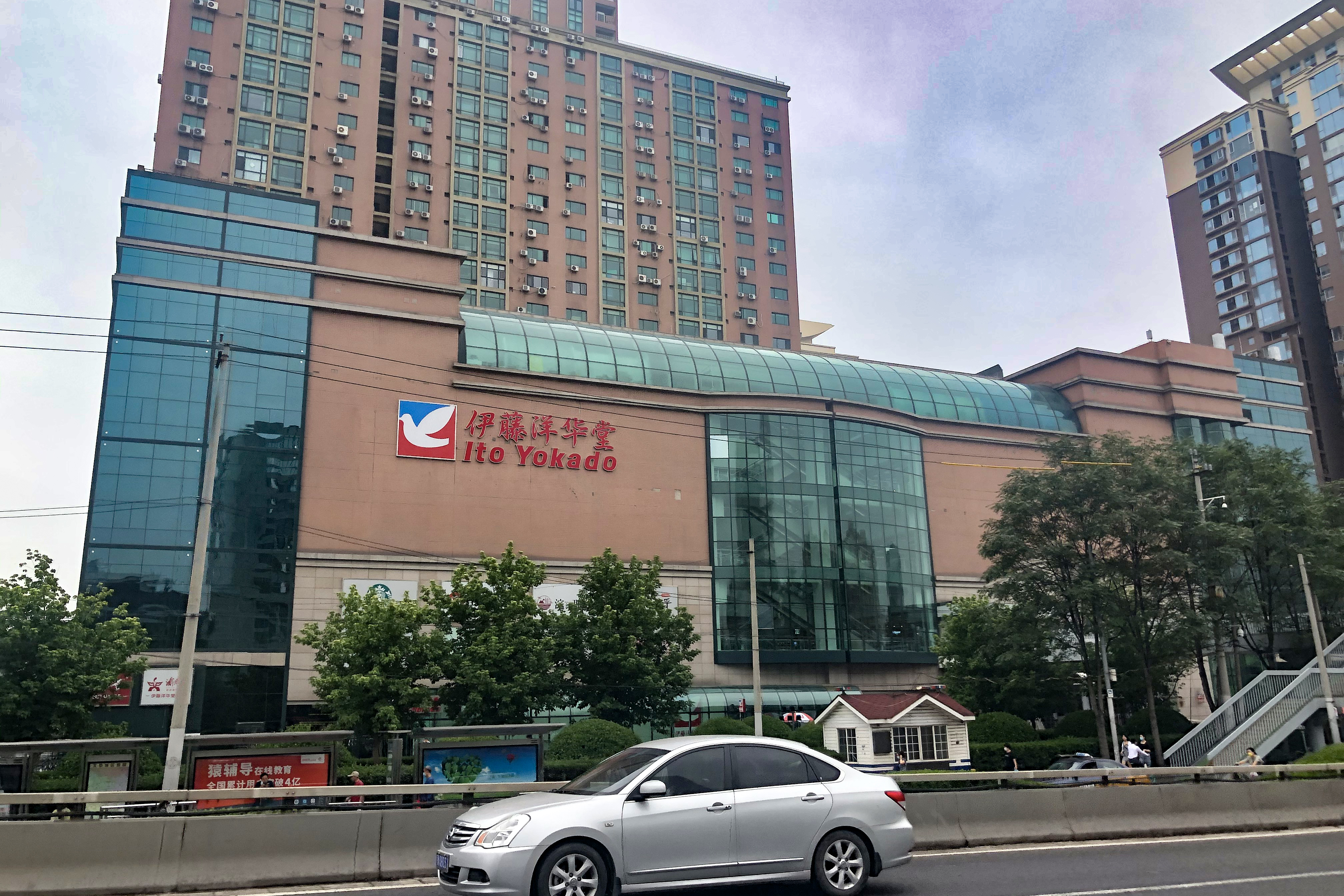
亜運村店（中華人民共和国北京市、2020年8月撮影）
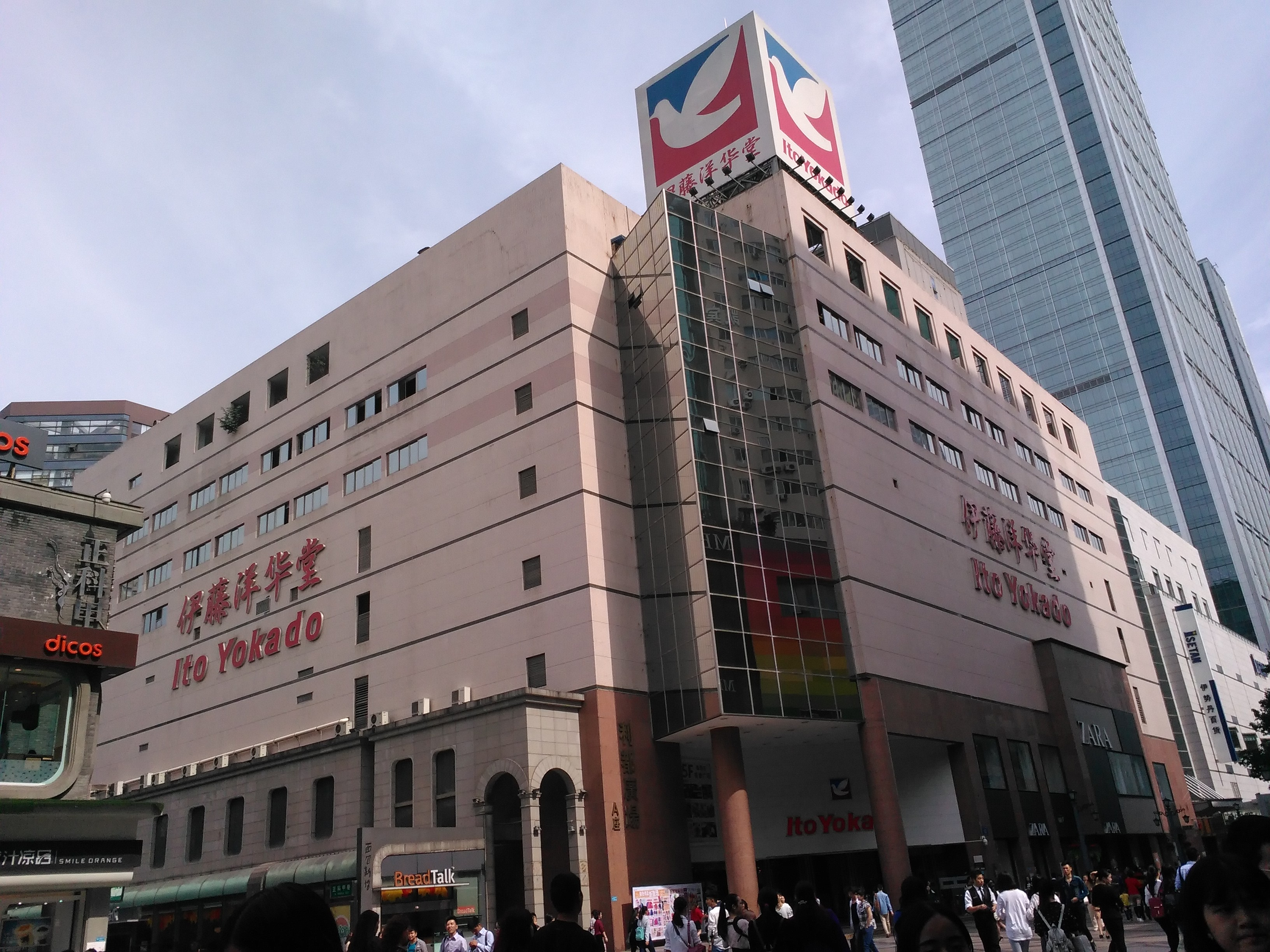
春熙店（中華人民共和国四川省成都市、2015年10月撮影、2022年12月31日閉店）

## 店舗展開

### 営業中の店舗
2025年（令和7年）8月13日現在、197店舗。
うち、イトーヨーカドーは92店舗である。

## 歴代社長
ヨーカ堂（伊藤ヨーカ堂）
- 伊藤雅俊：1958年4月 - 1971年3月

イトーヨーカ堂
- 伊藤雅俊：1971年3月〜1992年10月
- 鈴木敏文：1992年10月〜2003年5月
- 井坂榮：2003年5月〜2006年
- 亀井淳：2006年〜2014年
- 戸井和久：2014年〜2016年
- 亀井淳：2016年〜2017年
- 三枝富博：2017年〜2022年
- 山本哲也：2022年〜

## ギャラリー

### 店舗

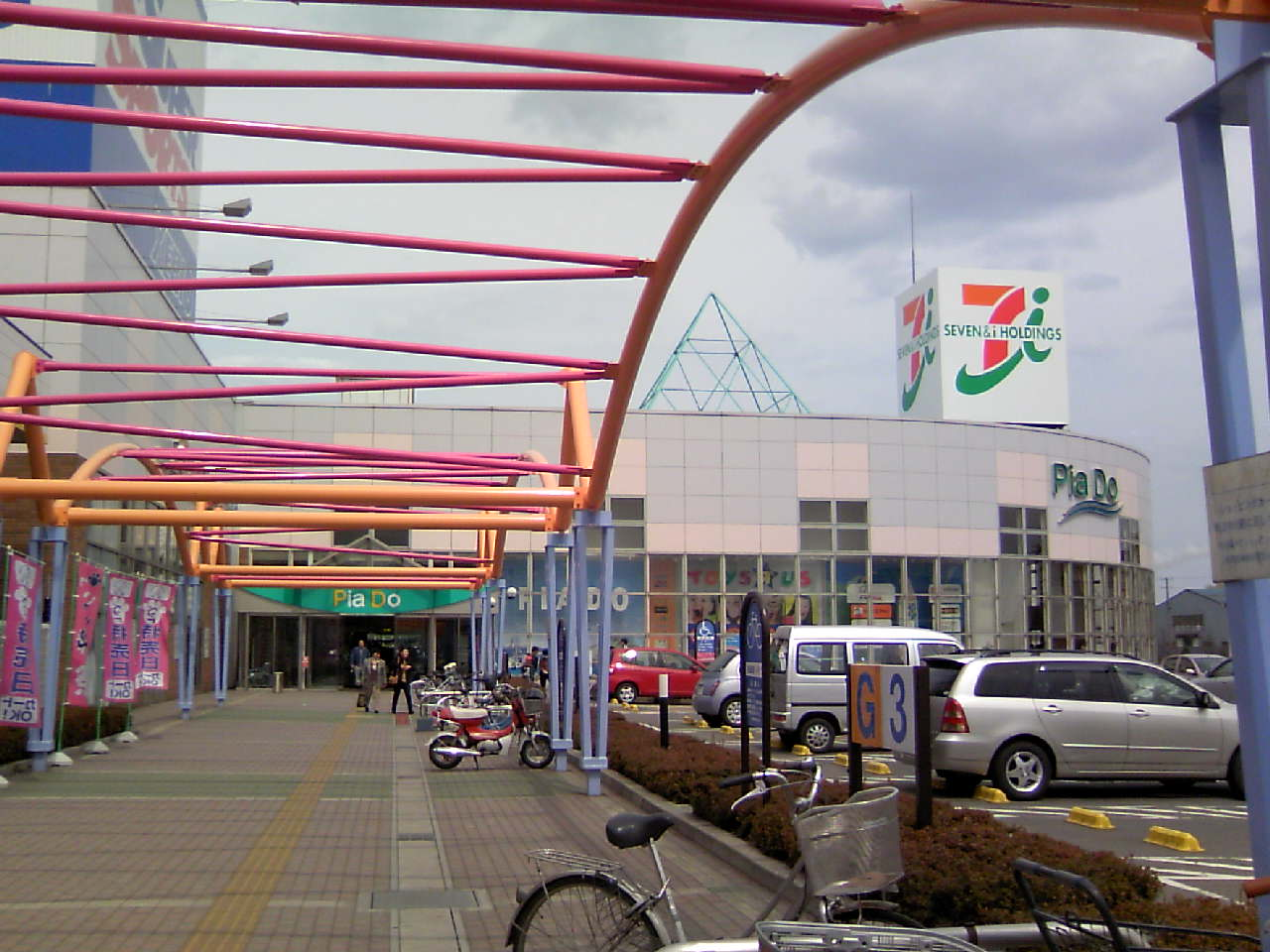
八戸沼館店（八戸市、ピアドゥ内・閉店済）
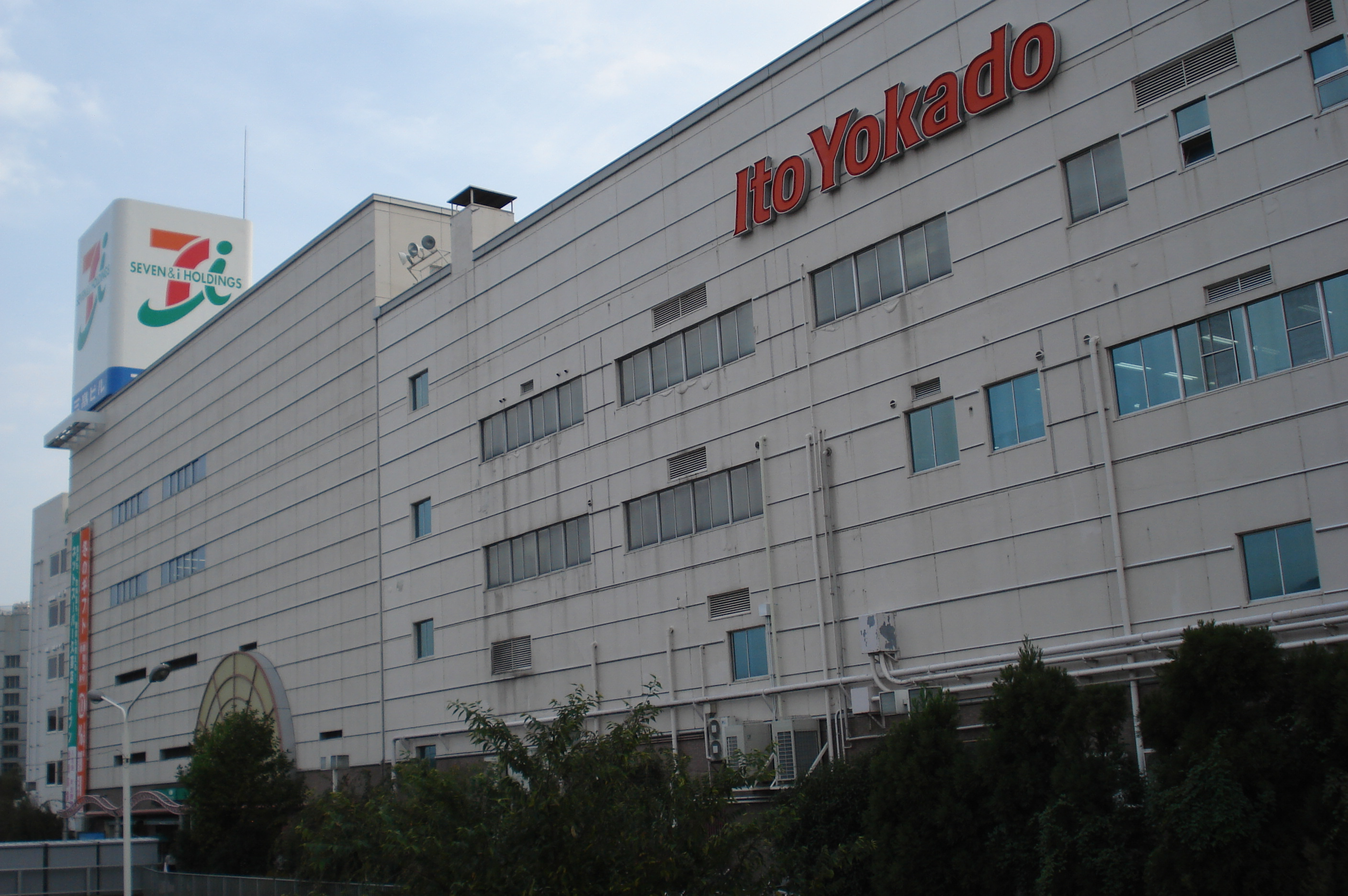
久喜店
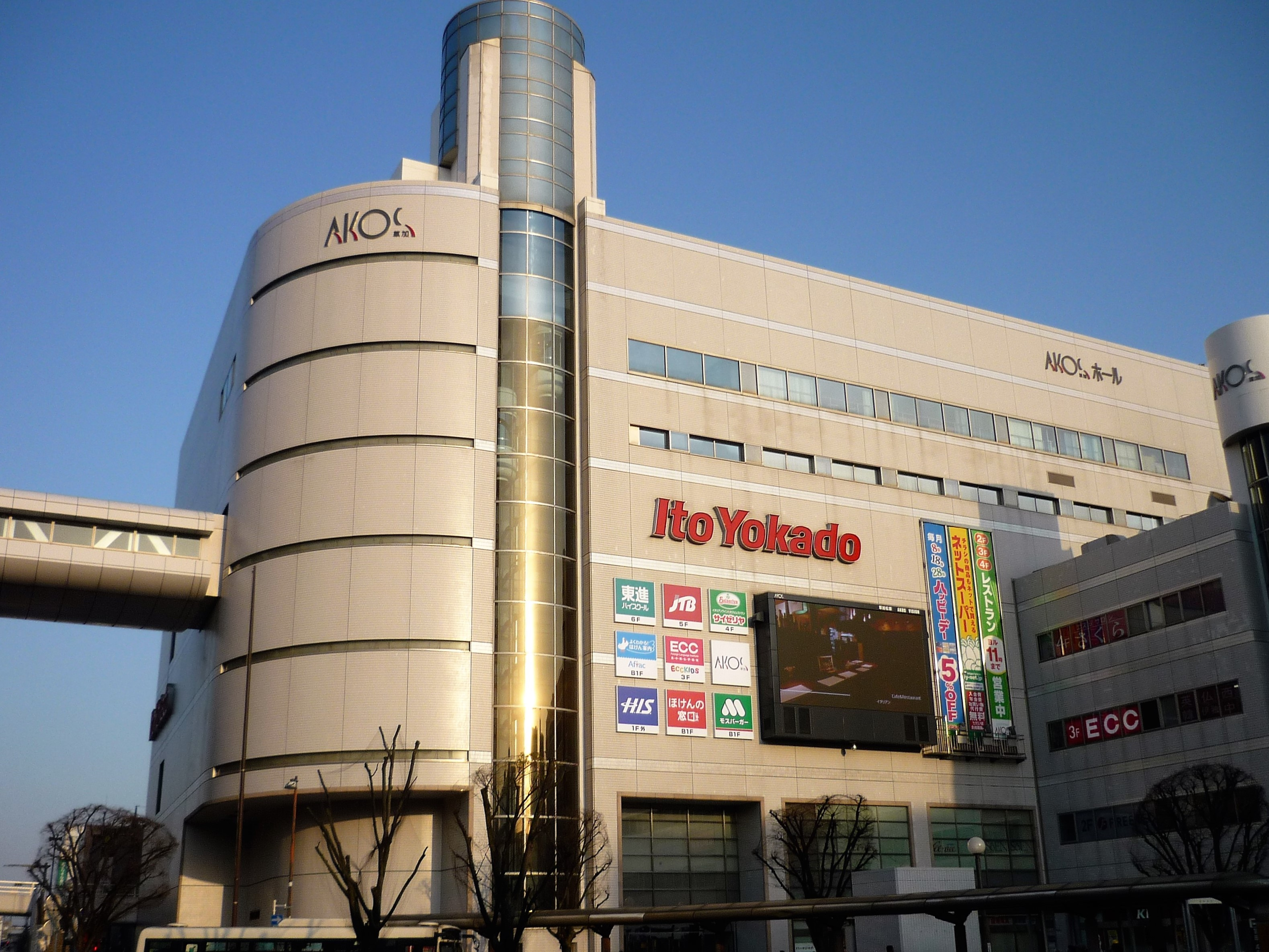
草加店（草加市）
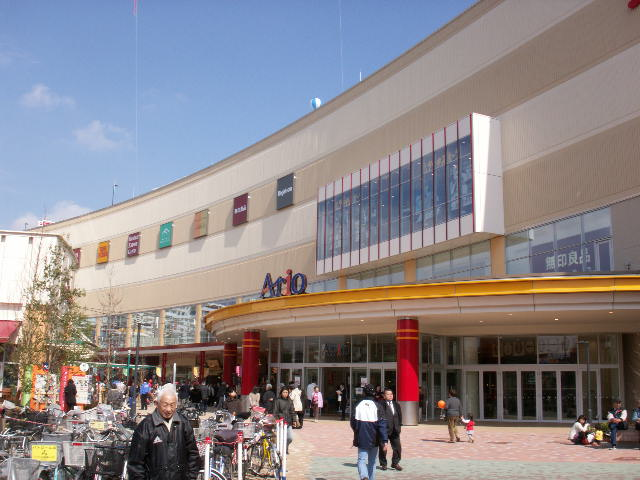
亀有店（アリオ亀有）
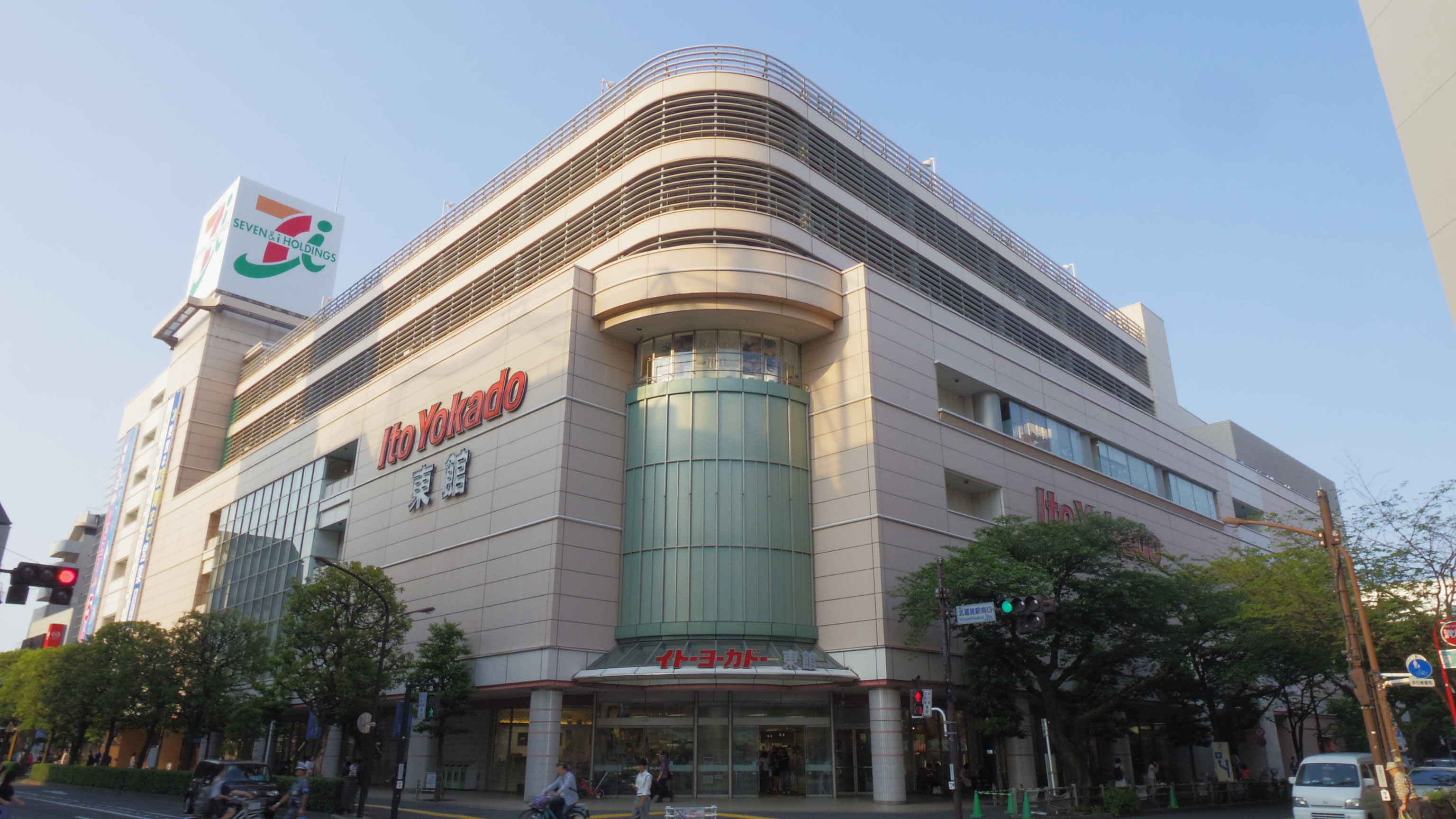
武蔵境店（武蔵野市）東館
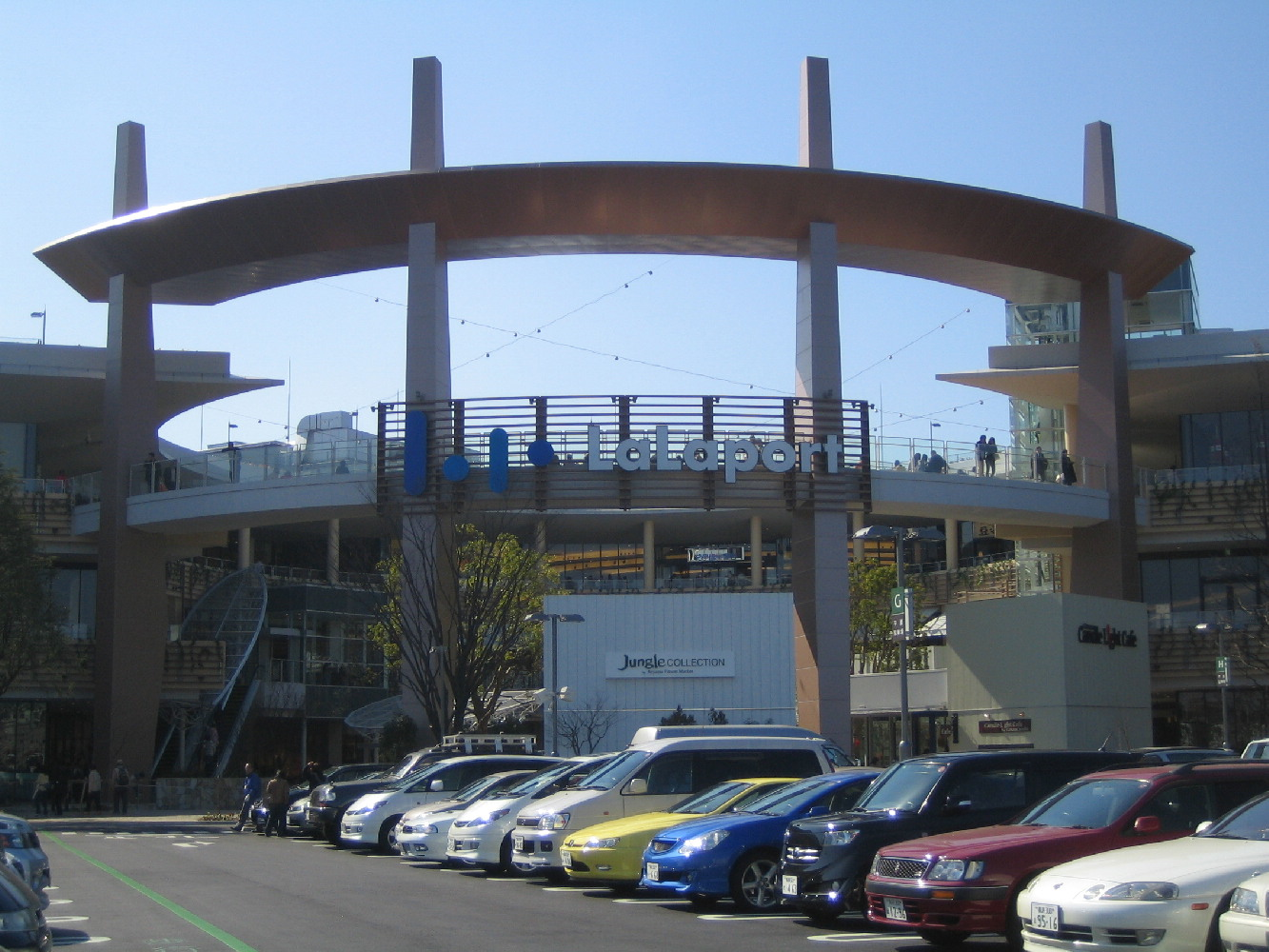
ららぽーと横浜店
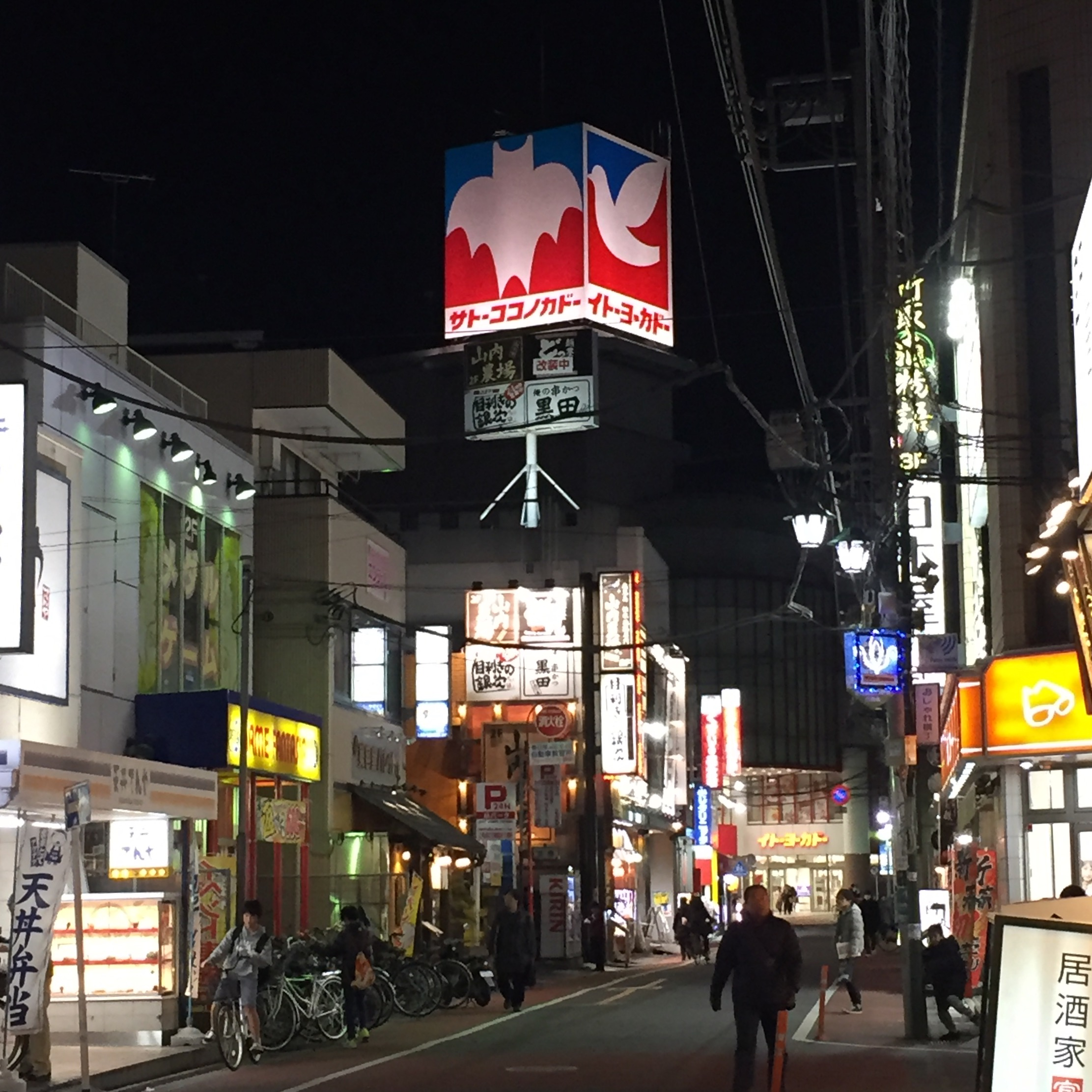
春日部店（閉店済） 『クレヨンしんちゃん』に登場する「サトーココノカドー」の期間限定コラボ屋上看板
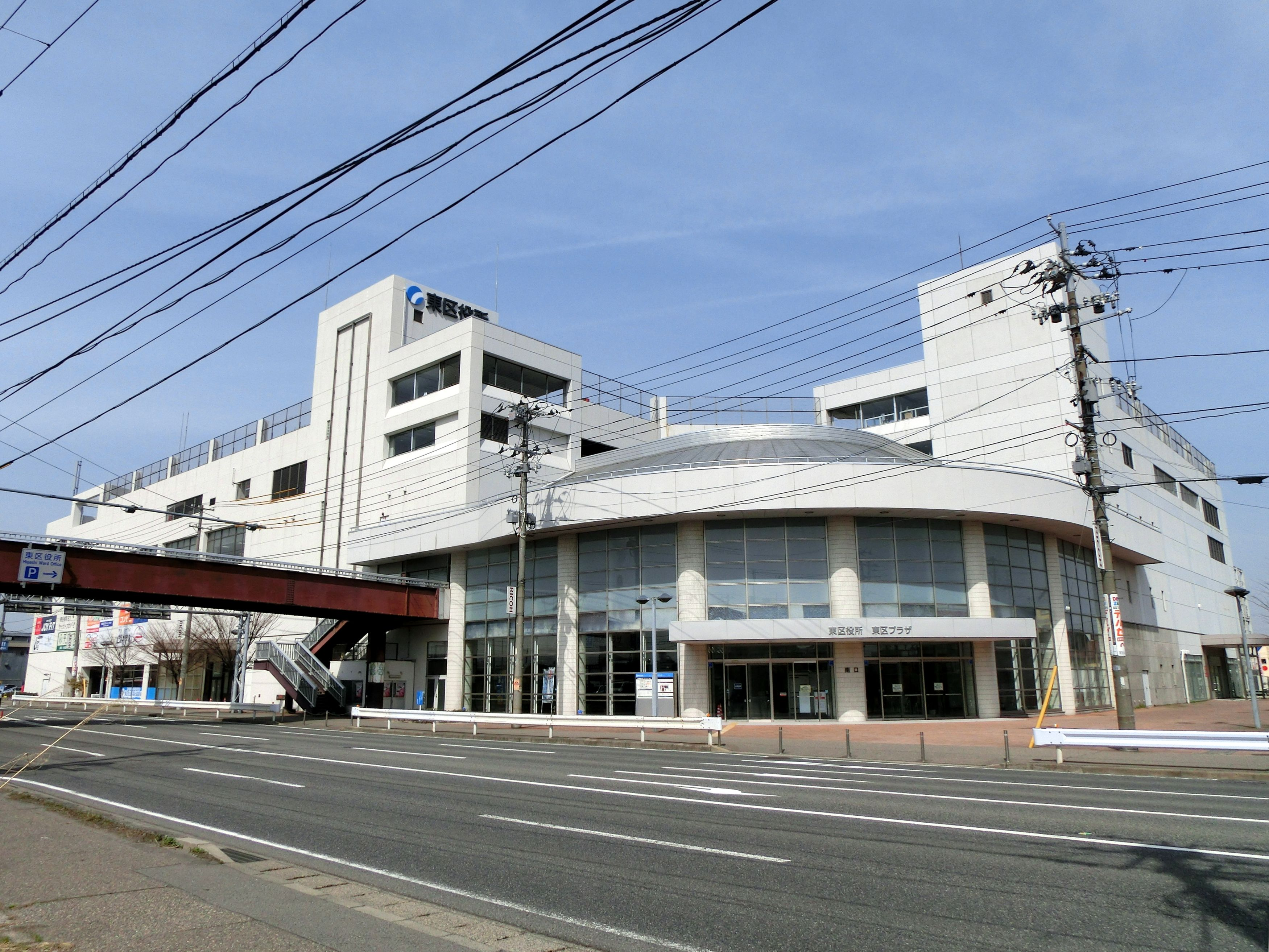
閉店後新潟市東区役所に転用された旧・新潟木戸店

## 関連会社
グループ企業
- スーパーストア事業
  - 連結子会社（サンエー・華糖洋華堂商業有限公司・成都伊藤洋華堂商業有限公司・北京王府井洋華堂商業有限公司・オッシュマンズ・ジャパン、アイワイフーズ・赤ちゃん本舗・紹興吉儿奥本舗服装用品有限公司）
  - 持分法を適用する関連会社（撫順小宝宝梦衣有限公司）
- その他の事業
  - 連結子会社（セブン&アイ出版・IYリアルエステート・ヨーク警備・テルベ）
セブン&アイ出版は雑誌「Saita」の発行元である。
  - 持分法を適用する関連会社（ススキノ十字街ビル）

## エピソード

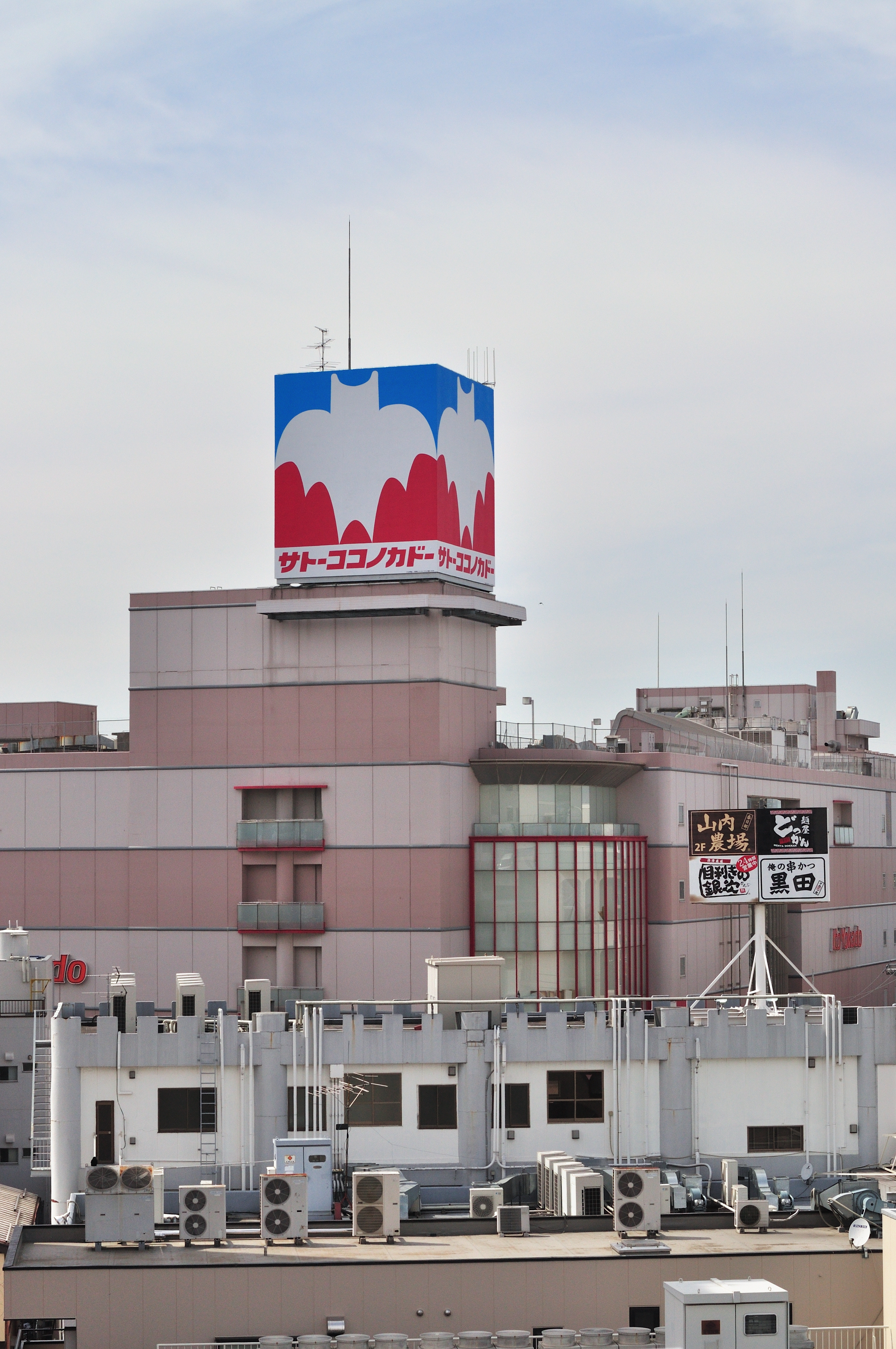
「サトーココノカドー」の屋上看板を掲げたイトーヨーカドー春日部店（2017年4月撮影）

- 商品券についてはセブン&アイ共通商品券[69]に加え、2012年（平成24年）4月1日から、西武百貨店およびそごうが発行する1000円券も使用可能となった[70]。
- 毎月8のつく日（8・18・28日）は「ハッピーデー」の名称で各種サービスがあり、イトーヨーカドー店舗にてセブンカードやアイワイカード、アプリのバーコードを提示して現金支払いまたはカード支払いをするか、nanaco、クラブ・オン／ミレニアムカード《セゾン》で支払うと商品価格が5%引き（一部商品除く）などのサービスを実施している[71]。専門店では5%引きの対象外だが、店舗独自でnanacoのポイントを増量するなどのサービスを行っているところもある。
- 春日部店は、『クレヨンしんちゃん』に登場する「サトーココノカドー」のモデルとなった店舗である。2017年4月には『クレヨンしんちゃん』25周年を記念した春日部市とのタイアップ企画の一環として、実際に1週間限定で春日部店を「サトーココノカドー」に変更して営業する企画も行われ[72][73]、屋上看板もサトーココノカドーのロゴへ変更され、実際の買い物レシートも「サトーココノカドー」表記になっていた。その後、映画公開に伴いアリオ橋本でも同企画が実施されている。イトーヨーカ堂が展開する移動スーパー「とくし丸」

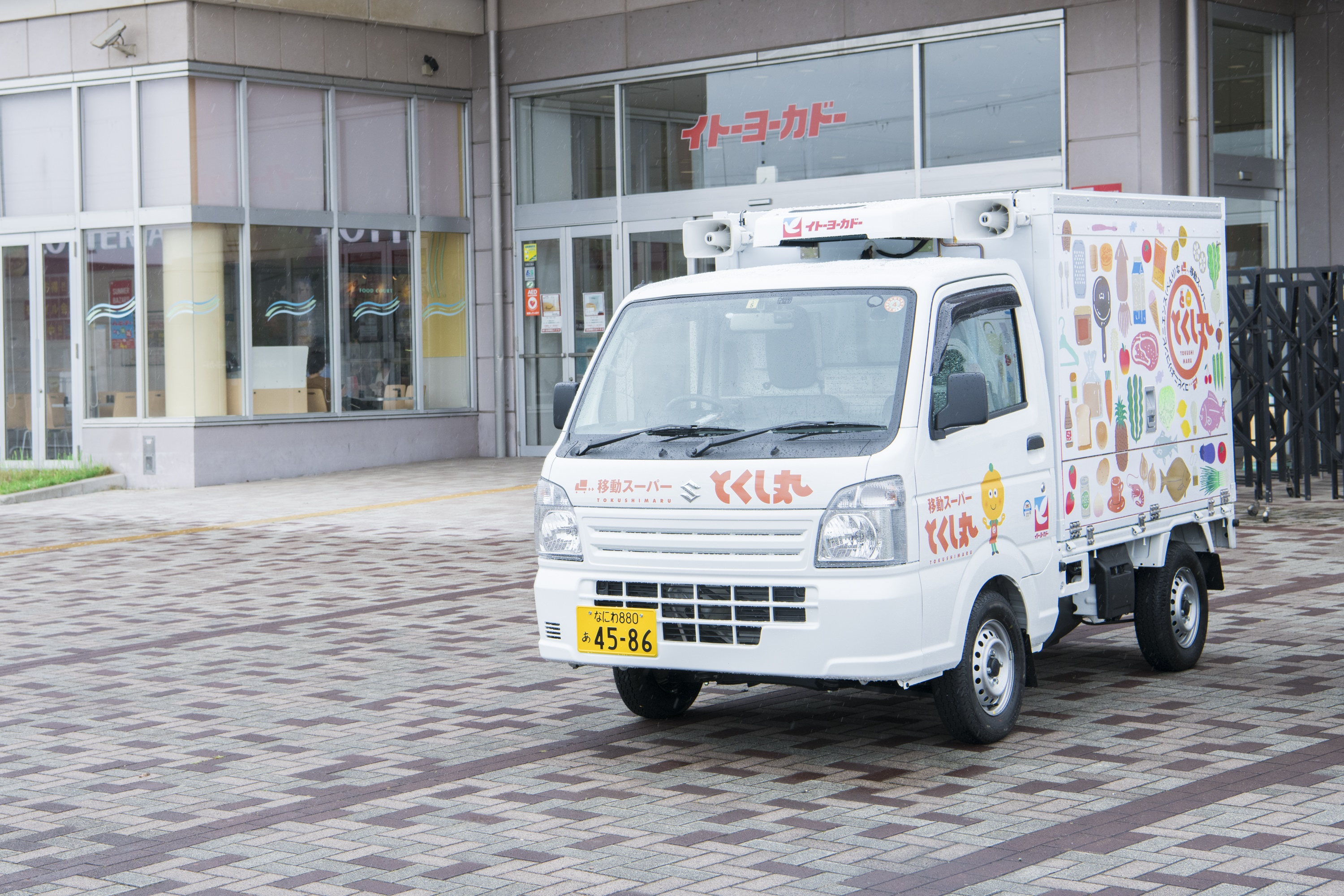
イトーヨーカ堂が展開する移動スーパー「とくし丸」

- 2020年4月より移動スーパー「とくし丸」を運用開始。3年弱で100台弱へと大きく稼働台数を増やし、社会課題となっている買い物難民の課題解決に取り組んでいる[74]。また、「高齢者見守り協定」を自治体と締結し、40自治体と結ぶ包括連携協定の枠組みの中で、とくし丸を通じて高齢者の「見守り活動」を実施。週2回の移動販売を通じてお客様の様子を把握し、地域の福祉ネットワークに情報提供を行う取り組みを行なっている[75]。
- 都内に正社員を女性のみで固めた「女性店舗」というものを経営するという取り組みもしている。

## CMキャラクター
- 関根勤
- 栗原はるみ
- 板野友美
- AAA
- 芦田愛菜
- 鈴木福
- 稲森いずみ
- SUPER☆GiRLS
- Dream5
- 柴田理恵
- 東貴博
- 石塚英彦
- 古坂大魔王
- 寺田心